# Agematsu
Agematsu (上松町, Agematsu-machi) est un bourg du district de Kiso, dans la préfecture de Nagano, au Japon.

## Situation
Agematsu est situé dans une région montagneuse du sud-ouest de la préfecture de Nagano, bordé par les monts Kiso au nord.

### Démographie
Au 1er mai 2015, la population d'Agematsu s'élevait à 4 756 habitants répartis sur une superficie de 168,42 km2.

### Hydrographie
Le bourg est traversé par le fleuve Kiso.

## Histoire
La région d'Agematsu faisait partie de l'ancienne province de Shinano. Agematsu-juku s'est développé comme relais sur le Nakasendō reliant Edo à Kyoto à l'époque d'Edo. Le village moderne de Komagane a été créé le 1er avril 1889. Le village a été divisé en deux bourgs le 3 septembre 1922, Agematsu et Komagane.

## Transports
Agematsu est desservi par la ligne principale Chūō de la JR Central aux gares d'Agematsu et Kuramoto.

## Personnalités liées à la municipalité
- Nagako Konishi (née en 1945), compositrice ;
- Mitakeumi Hisashi (né en 1992), lutteur de sumo.